# Liste der größten Unternehmen in Vietnam
Die Liste der größten Unternehmen in Vietnam enthält die – nach verschiedenen Definitionen – bedeutendsten Unternehmen Vietnams.

## Größte börsennotierte Unternehmen (Forbes Global 2000)
Die Rangfolge der jährlich vom Forbes Magazine veröffentlichten Liste Forbes Global 2000, der 2000 größten börsennotierten Unternehmen der Welt, errechnet sich aus einer Kombination von Umsatz, Nettogewinn, Aktiva und Marktwert. Dabei werden die Platzierungen der Unternehmen in den gleich gewichteten Kategorien zu einem Rang zusammengezählt. Diese Berechnungsmethode bevorzugt fremdkapitalintensive Branchen wie Banken, die sich daher auch im Falle Vietnams auf den vorderen Plätzen befinden. In der Tabelle aufgeführt sind auch der Hauptsitz, die Zahl der Mitarbeiter sowie die Branche. Die Zahlen sind in Milliarden US-Dollar angegeben und beziehen sich auf das Geschäftsjahr 2019, für den Marktwert auf den Börsenkurs im Mai 2020.
| Rang | Rang Forbes 2000 | Name        | Hauptsitz | Umsatz (Mrd. US-$) | Gewinn (Mrd. US-$) | Aktiva (Mrd. US-$) | Marktwert (Mrd. US-$) | Mitarbeiter | Branche            |
| ---- | ---------------- | ----------- | --------- | ------------------ | ------------------ | ------------------ | --------------------- | ----------- | ------------------ |
| 1.   | 937.             | Vietcombank | Hanoi     | 3,7                | 0,77               | 48,5               | 10,8                  | 18.948      | Banken             |
| 2.   | 1448.            | BIDV        | Hanoi     | 5,1                | 0,37               | 64,3               | 6,1                   | 26.135      | Banken             |
| 3.   | 1534.            | Vingroup    | Hanoi     | 5,6                | 0,32               | 17,4               | 13,3                  | 51.100      | Bau und Immobilien |
| 4.   | 1595.            | VietinBank  | Hanoi     | 4,1                | 0,41               | 53,5               | 3,2                   | 24.105      | Banken             |

## Größte börsennotierte Unternehmen (Forbes Vietnam Top 100)
Die vietnamesische Regionalausgabe des Forbes-Magazins stellte Ende 2019 erstmals eine Liste der hundert größten börsennotierten Unternehmen des Landes auf, wobei die Rangfolgekriterien denen der Global-2000-Liste entsprechen. Es werden teilweise Mutter- und Tochtergesellschaften innerhalb desselben Konzernverbundes berücksichtigt. Der Großteil der Unternehmen befindet sich nach wie vor mehrheitlich in Staatsbesitz. In der Regel werden die Aktien der Unternehmen an der Börse Ho-Chi-Minh-Stadt gelistet, seltener auch an der Börse Hanoi.
Nachfolgend sind die ersten 50 Einträge aufgeführt.
| Rang | Name                                        | Branche                                   |
| ---- | ------------------------------------------- | ----------------------------------------- |
| 1.   | Vietcombank                                 | Banken                                    |
| 2.   | BIDV                                        | Banken                                    |
| 3.   | Vingroup                                    | Mischkonzern / Bau und Immobilien         |
| 4.   | VietinBank                                  | Banken                                    |
| 5.   | Vinhomes                                    | Bau und Immobilien (Tochter der Vingroup) |
| 6.   | Petrovietnam Gas                            | Erdöl & Erdgas                            |
| 7.   | Techcombank                                 | Banken (assoziiert mit der Masan Group)   |
| 8.   | VPBank                                      | Banken                                    |
| 9.   | Hòa Phát                                    | Mischkonzern / Metallindustrie            |
| 10.  | MB Bank                                     | Banken                                    |
| 11.  | Vinamilk                                    | Lebensmittel                              |
| 12.  | Thaco                                       | Fahrzeugindustrie                         |
| 13.  | Petrolimex                                  | Erdöl & Erdgas                            |
| 14.  | Masan Group                                 | Mischkonzern / Lebensmittel               |
| 15.  | Asia Commercial Bank                        | Banken                                    |
| 16.  | Vietnam Airlines                            | Luftverkehr                               |
| 17.  | VietJet Air                                 | Luftverkehr                               |
| 18.  | Petrovietnam Binh Son Refining              | Erdöl & Erdgas (Tochter von Petrovietnam) |
| 19.  | Airports Corporation of Vietnam             | Luftverkehr                               |
| 20.  | Thegioididong                               | Elektronik-Einzelhandel                   |
| 21.  | Sacombank                                   | Banken                                    |
| 22.  | HDBank                                      | Banken                                    |
| 23.  | Vietnam Rubber Group                        | Agrarwirtschaft                           |
| 24.  | Sabeco                                      | Lebensmittel                              |
| 25.  | Bảo Việt                                    | Banken / Versicherungen                   |
| 26.  | Novaland                                    | Bau und Immobilien                        |
| 27.  | Petrovietnam Power                          | Erdöl & Erdgas (Tochter von Petrovietnam) |
| 28.  | FPT Group                                   | Technologie                               |
| 29.  | Saigon–Hanoi Bank                           | Banken                                    |
| 30.  | Vietnam International Bank                  | Banken                                    |
| 31.  | Masan Consumer                              | Lebensmittel (Tochter der Masan Group)    |
| 32.  | TPBank                                      | Banken                                    |
| 33.  | Vincom Retail                               | Immobilien (Tochter der Vingroup)         |
| 34.  | Vietnam Engine and Agricultural Machinery   | Maschinenbau                              |
| 35.  | Eximbank                                    | Banken                                    |
| 36.  | LienViet Post Bank                          | Banken                                    |
| 37.  | Becamex                                     | Bau und Immobilien                        |
| 38.  | Orient Commercial Bank                      | Banken                                    |
| 39.  | Petrovietnam Technical Services Corporation | Erdöl & Erdgas (Tochter von Petrovietnam) |
| 40.  | Bắc Á Bank                                  | Banken                                    |
| 41.  | Petrovietnam Oil                            | Erdöl & Erdgas (Tochter von Petrovietnam) |
| 42.  | GELEX                                       | Mischkonzern / Elektroindustrie           |
| 43.  | Coteccons                                   | Bau                                       |
| 44.  | Phu Nhuan Jewelry                           | Schmuckherstellung                        |
| 45.  | Masan Resources                             | Bergbau (Tochter der Masan Group)         |
| 46.  | FPT Telecom                                 | Telekommunikation (Tochter der FPT Group) |
| 47.  | SSI Securities Corporation                  | Finanzdienstleistungen                    |
| 48.  | Maritime Bank                               | Banken                                    |
| 49.  | Vinaconex                                   | Bau                                       |
| 50.  | TTC Sugar Bien Hoa                          | Agrarwirtschaft                           |

## Größte börsennotierte Privatunternehmen (Forbes Asia Top 200)
In der ebenfalls von Forbes herausgegebenen Liste der 200 besten Unternehmen Asiens (ohne Rangordnung) finden sich – Stand 2019 (Geschäftsjahr 2018) – sieben vietnamesische Konzerne. Enthalten sind in dieser Auflistung ausschließlich börsennotierte Privatunternehmen (also Unternehmen, die sich nicht mehrheitlich im Besitz des Staates oder staatsnaher Großinvestoren befinden).
| Name         | Umsatz (Mrd. US-$) | Gewinn (Mrd. US-$) | Marktwert (Mrd. US-$) | Branche                  |
| ------------ | ------------------ | ------------------ | --------------------- | ------------------------ |
| Masan Group  | 1,66               | 0,21               | 3,77                  | Agrarwirtschaft          |
| Thegiodidong | 3,76               | 0,13               | 2,17                  | Einzelhandel             |
| Sabeco       | 1,56               | 0,18               | 7,73                  | Getränke                 |
| VietJet Air  | 2,33               | 0,23               | 3,05                  | Fluggesellschaft         |
| Vinamilk     | 2,28               | 0,44               | 9,1                   | Lebensmittelverarbeitung |
| Techcombank  | 1,34               | 0,37               | 3,03                  | Bank                     |
| Vingroup     | 5,3                | 0,16               | 17,01                 | Bau und Immobilien       |

## Größte börsennotierte Unternehmen nach Streubesitz-Marktkapitalisierung
Da sich viele der großen börsennotierten Unternehmen – insbesondere in den Branchen Finanzen und Energie – mehrheitlich im Besitz des Staates oder staatsnaher Großinvestoren befinden und nicht oder nur eingeschränkt handelbar sind, gewichten Indexersteller wie MSCI und FTSE in der Regel nach der Streubesitz-Marktkapitalisierung, also dem Börsenwert, der dem freien Handel zur Verfügung steht.
| Rang FTSE | Rang MSCI | Name          |
| --------- | --------- | ------------- |
| 1.        | 1.        | Vingroup      |
| 2.        | 3.        | Vinhomes      |
| 3.        | 2.        | Vinamilk      |
| 4.        | 6.        | Masan Group   |
| 5.        | 4.        | Hòa Phát      |
| 6.        | 7.        | Vincom Retail |
| 7.        | 5.        | Vietcombank   |
| 8.        | 8.        | VietJet Air   |
| 9.        |           | Thegiodidong  |
| 10.       | 9.        | Novaland      |
|           | 10.       | Sabeco        |

## Größte Unternehmen nach Umsatz (VNR 500)
Vietnam Report, das Wirtschaftsportal der staatlichen Online-Zeitung VietNamNet, veröffentlicht jährlich die VNR500-Rangliste der 500 größten Unternehmen des Landes. Diese Liste enthält auch nicht-börsennotierte Unternehmen (einschließlich hundertprozentiger Staatsbetriebe) sowie Tochtergesellschaften ausländischer Konzerne. Die Rangfolge orientiert sich am Fortune-500-Modell, basiert also auf dem Gesamtumsatz des vergangenen Geschäftsjahres.
Nachfolgend werden die ersten 50 Einträge gelistet (Stand 2019, somit Geschäftsjahr 2018).
| Rang | Name                                                   | Branche                           |
| ---- | ------------------------------------------------------ | --------------------------------- |
| 1.   | Samsung Electronics Vietnam Thai Nguyen                | Elektronik-Fertigung              |
| 2.   | Vietnam Electricity (EVN)                              | Energieversorgung                 |
| 3.   | Petrovietnam                                           | Erdöl & Erdgas                    |
| 4.   | Viettel                                                | Telekommunikation                 |
| 5.   | Petrolimex                                             | Erdöl & Erdgas                    |
| 6.   | Vingroup                                               | Mischkonzern / Bau und Immobilien |
| 7.   | Petrovietnam Binh Son Refining                         | Erdöl & Erdgas                    |
| 8.   | Agribank                                               | Banken                            |
| 9.   | BIDV                                                   | Banken                            |
| 10.  | Vinacomin                                              | Kohlebergbau                      |
| 11.  | Vietnam Airlines                                       | Luftverkehr                       |
| 12.  | Thegioididong                                          | Elektronik-Einzelhandel           |
| 13.  | VietinBank                                             | Banken                            |
| 14.  | Petrovietnam Gas                                       | Erdöl & Erdgas                    |
| 15.  | Vietcombank                                            | Banken                            |
| 16.  | LG Electronics Vietnam                                 | Elektronik-Fertigung              |
| 17.  | DOJI Gold & Gems Group                                 | Schmuckherstellung                |
| 18.  | Charoen Pokphand Vietnam                               | Agrarwirtschaft                   |
| 19.  | Thaco                                                  | Fahrzeugindustrie                 |
| 20.  | Hòa Phát                                               | Mischkonzern / Metallindustrie    |
| 21.  | Petrovietnam Oil                                       | Erdöl & Erdgas                    |
| 22.  | Vietnam Posts and Telecommunications (VNPT)            | Post und Telekommunikation        |
| 23.  | Vinamilk                                               | Lebensmittel                      |
| 24.  | VietJet Air                                            | Luftverkehr                       |
| 25.  | Vietsovpetro                                           | Erdöl & Erdgas                    |
| 26.  | VPBank                                                 | Banken                            |
| 27.  | Canon Vietnam                                          | Elektronik-Fertigung              |
| 28.  | Bảo Việt                                               | Banken / Versicherungen           |
| 29.  | VNPT Vinaphone                                         | Telekommunikation                 |
| 30.  | Masan Group                                            | Mischkonzern / Lebensmittel       |
| 31.  | Mobifone                                               | Telekommunikation                 |
| 32.  | Saigon Commercial Bank                                 | Banken                            |
| 33.  | Petrovietnam Exploration Production Corporation (PVEP) | Erdöl & Erdgas                    |
| 34.  | Sabeco                                                 | Lebensmittel                      |
| 35.  | Toyota Motor Vietnam                                   | Fahrzeugindustrie                 |
| 36.  | Hoa Sen                                                | Metallindustrie                   |
| 37.  | MB Bank                                                | Banken                            |
| 38.  | EVN Power Generation Corporation 1 (Genco 1)           | Energieversorgung                 |
| 39.  | Sacombank                                              | Banken                            |
| 40.  | Techcombank                                            | Banken                            |
| 41.  | Thành Công Group                                       | Textil- und Fahrzeugindustrie     |
| 42.  | Bảo Việt Insurance                                     | Versicherungen                    |
| 43.  | Hyundai Thành Công                                     | Fahrzeugindustrie                 |
| 44.  | Skypec                                                 | Luftverkehr                       |
| 45.  | Coteccons                                              | Bau                               |
| 46.  | Vietnam Cement (VICEM)                                 | Baustoffe                         |
| 47.  | Asia Commercial Bank                                   | Banken                            |
| 48.  | Prudential Vietnam                                     | Versicherungen                    |
| 49.  | Vinataba                                               | Tabak                             |
| 50.  | Vietnam Steel Corporation                              | Metallindustrie                   |

## Größte Privatunternehmen nach Umsatz (VNR 500)
Neben der allgemeinen VNR500-Rangliste veröffentlicht Vietnam Report auch eine Liste der 500 umsatzstärksten privaten Unternehmen (nur mit Hauptsitz in Vietnam, keine ausländischen Tochterfirmen). Nachfolgend werden die ersten 10 Einträge genannt.
| Rang | Name                   | Branche                           |
| ---- | ---------------------- | --------------------------------- |
| 1.   | Vingroup               | Mischkonzern / Bau und Immobilien |
| 2.   | Thegioididong          | Elektronik-Einzelhandel           |
| 3.   | DOJI Gold & Gems Group | Schmuckherstellung                |
| 4.   | Thaco                  | Fahrzeugindustrie                 |
| 5.   | Hòa Phát               | Mischkonzern / Metallindustrie    |
| 6.   | Vinamilk               | Lebensmittel                      |
| 7.   | VietJet Air            | Luftverkehr                       |
| 8.   | VPBank                 | Banken                            |
| 9.   | Masan Group            | Mischkonzern / Lebensmittel       |
| 10.  | Saigon Commercial Bank | Banken                            |